# Správní obvod obce s rozšířenou působností Aš
Správní obvod obce s rozšířenou působností Aš je spolu s Chebem a Mariánskými Lázněmi jedním ze tří správních obvodů obcí s rozšířenou působností v okrese Cheb v Karlovarském kraji. Správní obvod zahrnuje města Aš a Hranice a další tři obce. Rozloha správního obvodu činí 143,75 km² a v roce 2020 zde žilo 17 695 obyvatel, hustota zalidnění tedy činí 123 obyvatel na km².
Město Aš je zároveň obcí s pověřeným obecním úřadem. Správní obvod obce s rozšířenou působností Aš se tedy kryje se správním obvodem pověřeného obecního úřadu Aš.

## Územní vymezení
Seznam obcí, jejichž územím je správní obvod tvořen, včetně výčtu místních částí (v závorkách). Města jsou vyznačena tučně.
- Aš (Aš, Dolní Paseky, Doubrava, Horní Paseky, Kopaniny, Mokřiny, Nebesa, Nový Žďár, Vernéřov)
- Hazlov (Hazlov, Lipná, Polná, Skalka, Vlastislav, Výhledy)
- Hranice (Hranice, Pastviny, Studánka, Trojmezí)
- Krásná (Kamenná, Krásná)
- Podhradí

## Obyvatelstvo
| Rok  | Obyv.  | ± %     |
| ---- | ------ | ------- |
| 1869 | 28 091 | —       |
| 1880 | 32 460 | +15,6 % |
| 1890 | 34 502 | +6,3 %  |
| 1900 | 39 387 | +14,2 % |
| 1910 | 45 084 | +14,5 % |

| Rok  | Obyv.  | ± %     |
| ---- | ------ | ------- |
| 1921 | 39 437 | −12,5 % |
| 1930 | 45 166 | +14,5 % |
| 1950 | 18 248 | −59,6 % |
| 1961 | 16 147 | −11,5 % |
| 1970 | 17 558 | +8,7 %  |

| Rok  | Obyv.  | ± %    |
| ---- | ------ | ------ |
| 1980 | 17 368 | −1,1 % |
| 1991 | 16 502 | −5 %   |
| 2001 | 17 041 | +3,3 % |
| 2011 | 16 994 | −0,3 % |
| 2021 | 16 508 | −2,9 % |